# راسراووت
راسراووت جماعت و شهرکی در شمال غربی تاجیکستان است که در ناحیهٔ غانچی ولایت سغد قرار دارد. جمعیت این جماعت ۱۱٬۵۵۰ نفر است.